# 縣道192號
縣道192號（美宜－大福），西起宜蘭縣宜蘭市美宜，東至宜蘭縣壯圍鄉大福，全長共計6.11公里。

## 支線

### 甲線
縣道192甲線（龍潭－美宜），西起宜蘭縣礁溪鄉大坡及宜蘭市一結銜接大坡路（宜5-2線）與梅洲二路（宜5線），往東沿原縣道192號路線，至終點宜蘭縣壯圍鄉美城銜接縣道192號（大福路三段與美宜路口），全長共計4.43公里。

## 行經行政區域
主線
全線均位於宜蘭縣境內。
| 宜蘭市 | 美宜       | 0.000 | 台9線                                           | 公路起點                                                                    |
| 壯圍鄉 | 美城       | 0.624 | 縣道192甲線                                     | 縣道192甲線終點                                                             |
| 壯圍鄉 | 宜蘭交流道 | 1.050 | 國道五號 · 縣道191號 · 縣道191甲線／縣道191乙線 | 縣道191甲線終點 縣道191乙線起點 與縣道191甲線共線起點 與縣道191乙線共線起點 |
| 壯圍鄉 | 美城       | 1.516 | 縣道191甲線 · 縣道191乙線                       | 與縣道191甲線共線終點 與縣道191乙線共線終點                                 |
| 壯圍鄉 | 土圍       | 2.381 | 宜8線                                           |                                                                             |
| 壯圍鄉 | 土圍       | －    | （地區道路）                                    | 0                                                                           |
| 壯圍鄉 | 新發       | －    | （地區道路）                                    | 0                                                                           |
| 壯圍鄉 | 新發       | 4.706 | 宜6線                                           | （同下）                                                                    |
| 壯圍鄉 | 土圍       | 4.706 | 宜6線                                           | 宜6線終點                                                                   |
| 礁溪鄉 | 車路頭     | 4.706 | 宜6線                                           | （同上）                                                                    |
| 礁溪鄉 | 車路頭     | －    | 宜7線                                           | 0                                                                           |
| 礁溪鄉 | 塭底       | －    | 宜7線                                           |                                                                             |
| 壯圍鄉 | 新發       | －    | 宜7線                                           |                                                                             |
| 壯圍鄉 | －         |       |                                                 |                                                                             |
| 壯圍鄉 | 大福       | 6.110 | 台2線                                           | 公路終點                                                                    |
| 共線   |            |       |                                                 |                                                                             |

甲線
全線均位於宜蘭縣境內。
| 宜蘭市 | 二結 | 0.000 | 宜5線 · 宜5-2線 | 公路起點 與宜5線共線起點 宜5-2線共線起點 |
| 礁溪鄉 | 大陂 | 0.000 | 宜5線 · 宜5-2線 | （同上）                                 |
| 礁溪鄉 | 大陂 | －    | 宜5線 · 宜5-2線 | 與宜5線共線終點 宜5-2線共線終點          |
| 宜蘭市 | 二結 | －    | 宜5線 · 宜5-2線 | （同上）                                 |
| 宜蘭市 | 二結 | －    | 宜15線          | 宜15線起點                               |
| 宜蘭市 | 一結 | －    | 宜15線          | （同上）                                 |
| 宜蘭市 | 一結 | －    | （地區道路）    |                                          |
| 宜蘭市 | 一結 | －    | （地區道路）    | 0                                        |
| 宜蘭市 | 美宜 | －    | （地區道路）    | 0                                        |
| 宜蘭市 | 美宜 | －    | 宜12線          |                                          |
| 宜蘭市 | 美宜 | －    |                 |                                          |
| 宜蘭市 | 美宜 | －    | 台9線           |                                          |
| 壯圍鄉 | 美城 | 4.430 | 縣道192號       | 公路終點                                 |
| 共線   |      |       |                 |                                          |

## 沿線路名
| 主線 - 美宜路 - 大福路 | 甲線 - 大坡路 - 中山路五段 - 大福路 |

## 沿線景點及設施
| 主線 - 宜蘭交流道（ 國道五號） - 美城福德廟 - 東北角暨宜蘭海岸國家風景區 | 甲線 - 宜蘭縣宜蘭市新生國民小學 - 五間紫雲寺 |